# Vîtivka (Kirove), Poltava
Vîtivka (în ucraineană Витівка) este un sat în comuna Kirove din raionul Poltava, regiunea Poltava, Ucraina.

## Demografie
Componența lingvistică a localității Vîtivka
     Ucraineană (92,53%)
     Rusă (6,9%)
     Alte limbi (0,57%)
Conform recensământului din 2001, majoritatea populației localității Vîtivka era vorbitoare de ucraineană (92,53%), existând în minoritate și vorbitori de rusă (6,9%).